# Shannonomyia caesia
Shannonomyia caesia är en tvåvingeart som beskrevs av Alexander 1937. Shannonomyia caesia ingår i släktet Shannonomyia och familjen småharkrankar. Inga underarter finns listade i Catalogue of Life.